# Ensi

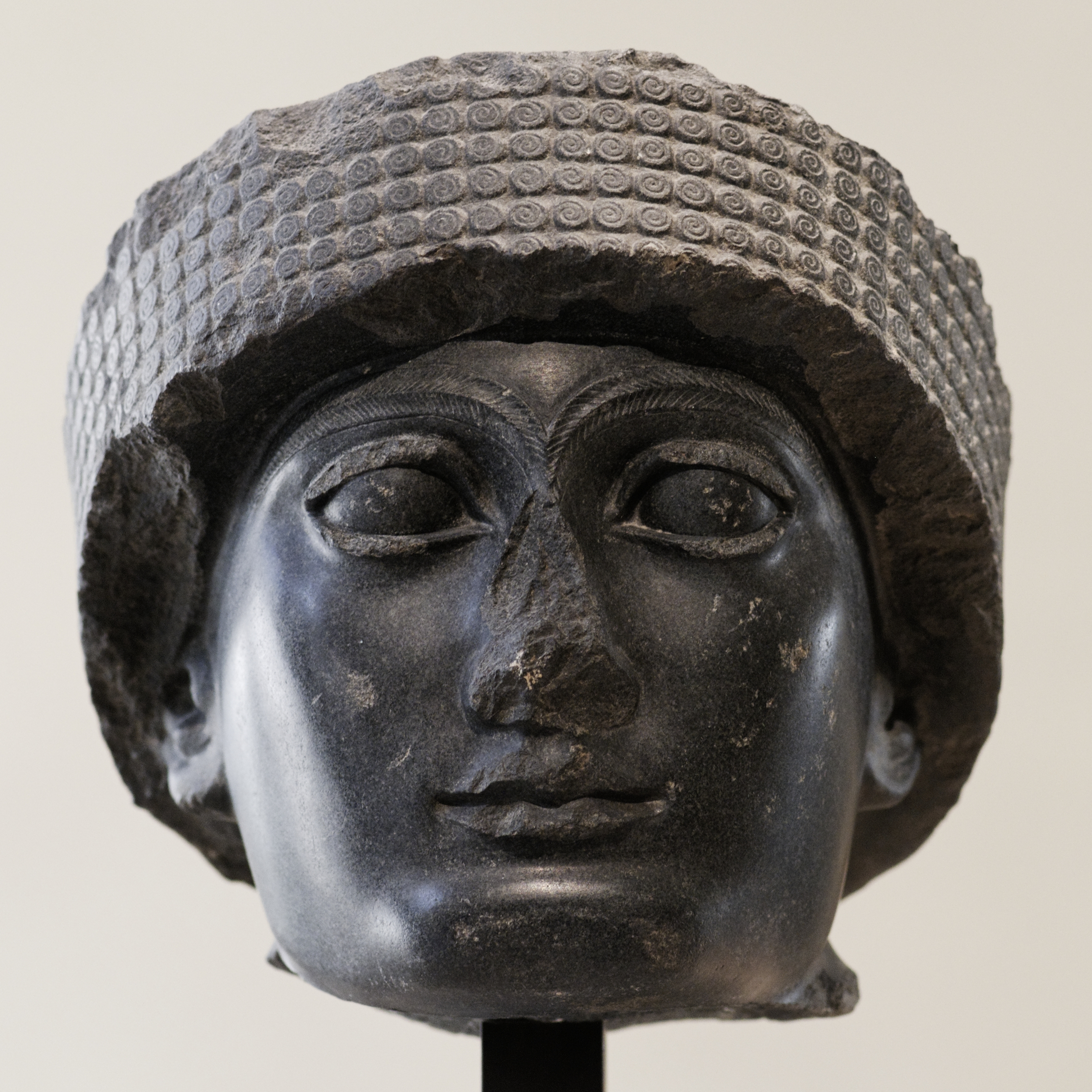
Escultura de la cabeza de Gudea, Ensi de Lagash, en el Museo del Louvre. Durante su gobierno, Lagash, gozó de su máximo esplendor comercial y alcanzó su mayor hegemonía y dominio sobre el resto de la Sumeria del siglo XXII a. C.

Ensi (escrito 𒑐𒋼𒋛, pa-te-si en cuneiforme) fue un título utilizado por los gobernantes de las antiguas ciudades-Estados sumerias, y señalan al representante de los dioses del pueblo y administrador del reino, es decir que las funciones de gobernante y sacerdote, que estaban fusionadas en la misma persona.

## Origen
La palabra Ensi, transliterada como patesi, proviene probablemente del sumerio en-si-k, 'señor de los campos'.

## Características
El patesi, se ubicaba en la cúspide de la elite social, económica, política y religiosa-sacerdotal de su Ciudad. Tenía altos cargos pontificiales, militares, administrativos y políticos además de diversas funciones.
Por un lado, tenía cargos administrativos, parte importante de la distribución de los recursos, era su responsabilidad. Además, era el máximo exponente político y sumo gobernante de su Ciudad y de la región de los alrededores.
Este título señala a un rey alejado de la guerra y consagrado a la religión, la literatura y las buenas obras, es esta la razón por la cual el patesi, tenía también altos cargos sacerdotales, pontificiales y religiosos. Tenía acceso a los templos y lideraba la élite de los altos sacerdotes.
A pesar de eso, tenía el más alto cargo militar. Todos los ejércitos y tropas de la ciudad, estaban al mando de un general. Estos generales estaban todos a su subordinación, no obstante, tenían cierto poder de decisión y autonomía limitados, claro está. El patesi también iba al frente de toda tropa o ejército en caso de conflictos bélicos.

## Historia

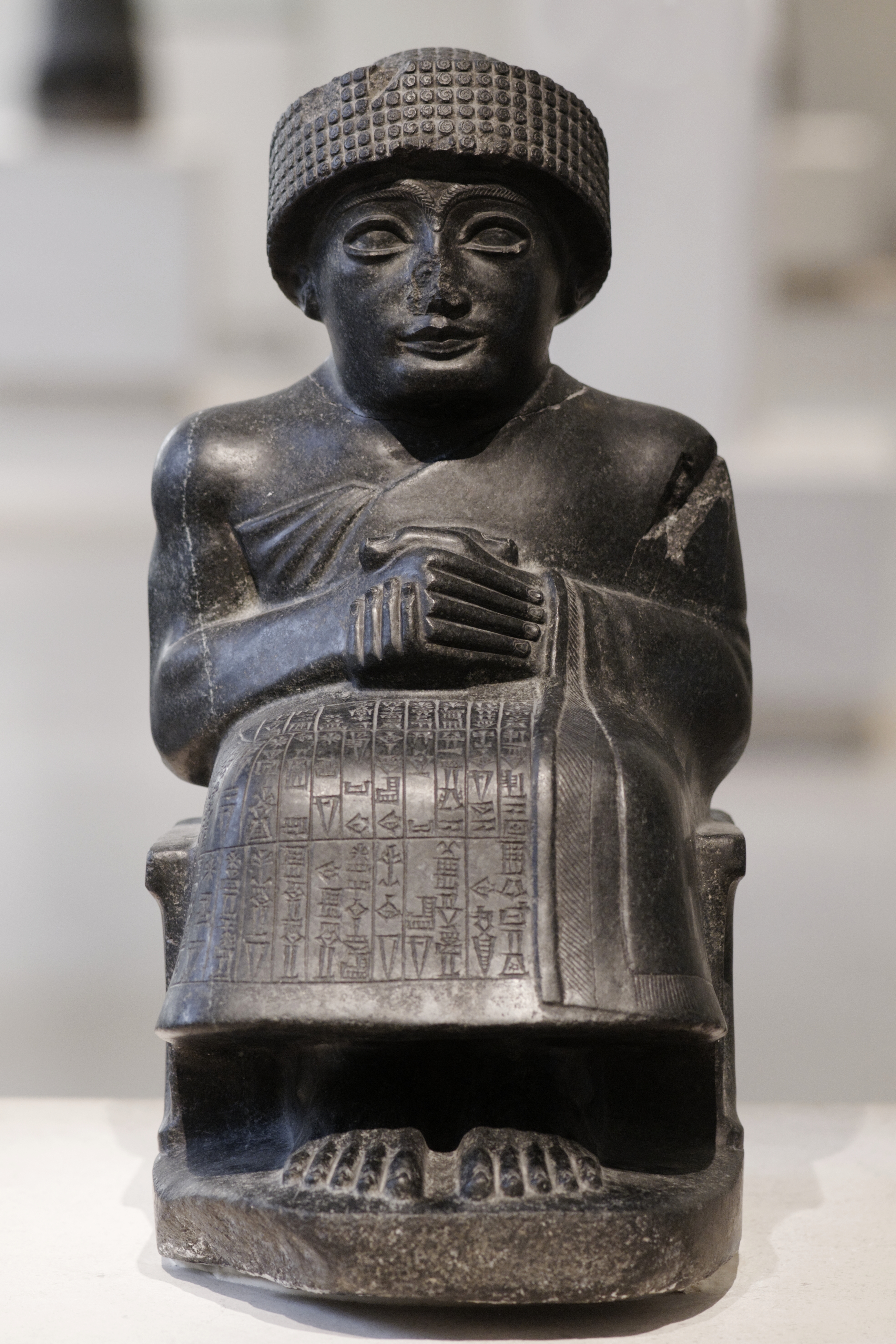
Estatua sedente del príncipe Gudea, patesei o ensi de la ciudad-estado sumeria de Lagash, del 2144 a. C., al 2124 a. C.

El título desapareció durante la dominación acadia y la anexión de Sumeria y de todas sus ciudades-estado, como parte del Imperio Acadio. Sin embargo, resurgió cuando Urbaba heredó el trono de la Segunda Dinastía de Lagash, gobernando entre 2164 a. C. y 2144 a. C.; dinastía que surgió luego de la caída del Imperio Acadio ante la dominación de los Guti, y constituyó la vuelta de las "Ciudades-estado" (Renacimiento Sumerio). Una vez finalizada la hegemonía de Lagash, ante la derrota del ensi Nammahni, frente a las fuerzas de Ur-Nammu (rey de Ur, fundador de la Tercera Dinastía de Ur y del Imperio de Ur III), Lagash pasa al dominio del Imperio de Ur III, y el título de Ensi, desaparece para siempre.

## Patesisimportantes
- Urbaba, Ensi de Lagash (2164 a. C. - 2144 a. C.): forjador de la hegemonía de Lagash en Sumeria.
- Gudea, Ensi de Lagash (2144 a. C. - 2124 a. C.): reformador de las leyes de Lagash, durante su gobierno la ciudad vio su etapa de mayor esplendor.